# Мегуми Саката
Мегуми Саката (јап. 坂田 恵; 18. октобар 1971) бивша је јапанска фудбалерка.

## Репрезентација
За репрезентацију Јапана дебитовала је 1989. године. Са репрезентацијом Јапана наступала је на Светском првенству (1991. и 1995). За тај тим одиграла је 10 утакмица.

## Статистика
| Јапан  | Јапан | Јапан |
| Год.   | Ута.  | Гол.  |
| ------ | ----- | ----- |
| 1989   | 1     | 0     |
| 1990   | 2     | 0     |
| 1991   | 3     | 0     |
| 1992   | 0     | 0     |
| 1993   | 1     | 0     |
| 1994   | 1     | 0     |
| 1995   | 1     | 0     |
| 1996   | 1     | 0     |
| Укупно | 10    | 0     |